# Ouverture deux faible
Au jeu de bridge, l'ouverture de deux faible est une annonce de barrage utilisée en ouverture avec un jeu faible de 5 à 10 points H avec une couleur 6e.

## L'ouverture de 2 majeure faible du SEF
Dans le système français de la Majeure cinquième, les ouvertures de 2♣ et de 2♦ proviennent de mains puissantes, d'au moins 22 points HL. Les ouvertures de 2♥ et de 2♠ proviennent de jeux trop faibles pour pouvoir être ouverts au niveau de 1♥ ou de 1♠, comportant:
- 6 cartes dans la couleur annoncée (avec 7 cartes, l'ouvreur aurait enchéri avec un barrage de 3 dans la majeure),
- ne comportant pas 4 cartes dans l'autre majeure,
- ne comportant pas de mineure 5e,
- sans gros honneur (As ou Roi) en dehors de la majeure 6e,
- et d'une force de 5 à 10 points H, soit 7 à 12/13 points HL, puisque la présence d'une couleur 6e octroie 2 points de longueur.

Cette ouverture est un barrage, plus efficace en 1ère ou en 3e position qu'en 2e ou en 4e position, et évidemment plus dangereuse à pratiquer quand l'ouvreur est vulnérable. Il en résulte que les ouvertures de 2 majeures faibles peuvent être réalisées avec 5 points H en 1re ou 3e position non vulnérable, mais qu'il convient d'avoir 8 ou 9H en 2e ou 4e position vulnérable.

## Réponses à l'ouverture de 2 majeure faible
Le partenaire de l'ouvreur peut parler à condition d'avoir ≥15HLD avec soutien correct dans la majeure, ou un jeu plus puissant. Les réponses les plus pratiquées sont :
- 2SA, enchère d'essai forcing demandant au partenaire d'aller à la manche avec une main non minimale,
- 4 dans la majeure pour les jouer,
- 3SA pour les jouer,
- une nouvelle couleur majeure (d'au moins 5 cartes) ou mineure (d'au moins 6 cartes) : cette annonce est forcing et invite l'ouvreur à nommer une couleur secondaire s'il n'est pas minimum.

## Défense contre les barrages de 2 majeure faible
Une ouverture de barrage augmente la probabilité que le camp opposé ait un fit et les points de manche. Il est donc important d'avoir un système d'annonces qui permet d'annoncer un contrat valable dans le camp de la défense.
Les interventions principales après l'ouverture de 2 majeure faible sont les suivantes :
- 2♠ (après l'ouverture de 2♥) ou bien 3 dans une couleur : montre une bonne ouverture et 5 cartes dans la couleur. Typiquement, si une ouverture standard se fait avec 12H, l'intervention directe au niveau de 2 nécessite 14H ou 16HLD et au niveau de 3 elle nécessite 16H ou 18HLD. En aucun cas il ne peut s'agir d'un barrage.
- Les bicolores Michaël se pratiquent un peu comme sur une ouverture au niveau de 1 : par exemple, sur l'ouverture de 1♠, l'intervention de 2♠ montre un bicolore au moins 5-5 avec les ♣ et les ♥. L'intervention de 4♣ montre un bicolore au moins 5-5 avec les ♦ et les ♥. En raison de son niveau élevé, le bicolore mineur à 4SA nécessite un jeu suffisamment fort pour imposer la manche dans une mineure.
- X : nécessite 14H et une belle distribution. Le partenaire est obligé de parler. Le contre peut être pratiqué quelle que soit la distribution à partir de 20 H.
- 2SA : 16-19H et l'arrêt dans la couleur de l'ouvreur. Le partenaire de l'ouvreur pourra répondre en Texas ou par 3SA.

Les réveils nécessitent des jeux un peu moins forts que les interventions.
| Main de Sud : \| ♠ \| A R 7 6 5 4 \| \| ♥ \| V 2 \| \| ♦ \| 10 3 \| \| ♣ \| 5 4 3 \| |             |    |   |
| O                                                                                    | N           | E  | S |
|                                                                                      |             | 2♥ | ? |
| Passez car le jeu est trop faible                                                    |             |    |   |
| ♠                                                                                    | A R 7 6 5 4 |    |   |
| ♥                                                                                    | V 2         |    |   |
| ♦                                                                                    | 10 3        |    |   |
| ♣                                                                                    | 5 4 3       |    |   |

| Main de Sud : \| ♠ \| A R 7 6 5 \| \| ♥ \| 3 \| \| ♦ \| D V 10 2 \| \| ♣ \| R 3 2 \| |           |    |   |
| O                                                                                    | N         | E  | S |
|                                                                                      |           | 2♥ | ? |
| Bonne ouverture : annoncez 2♠                                                        |           |    |   |
| ♠                                                                                    | A R 7 6 5 |    |   |
| ♥                                                                                    | 3         |    |   |
| ♦                                                                                    | D V 10 2  |    |   |
| ♣                                                                                    | R 3 2     |    |   |

| Main de Sud : \| ♠ \| A R 7 6 5 \| \| ♥ \| 3 2 \| \| ♦ \| R D V 10 9 \| \| ♣ \| A \| |            |    |   |
| O                                                                                    | N          | E  | S |
|                                                                                      |            | 2♥ | ? |
| Annoncez le bicolore par un saut à 4♣                                                |            |    |   |
| ♠                                                                                    | A R 7 6 5  |    |   |
| ♥                                                                                    | 3 2        |    |   |
| ♦                                                                                    | R D V 10 9 |    |   |
| ♣                                                                                    | A          |    |   |

| Main de Sud : \| ♠ \| A 6 5 \| \| ♥ \| R D 10 3 \| \| ♦ \| R D 7 6 \| \| ♣ \| 10 4 \| |          |   |   |
| O                                                                                     | N        | E | S |
| 2♥                                                                                    | -        | - | ? |
| Jeu régulier en réveil : 2SA                                                          |          |   |   |
| ♠                                                                                     | A 6 5    |   |   |
| ♥                                                                                     | R D 10 3 |   |   |
| ♦                                                                                     | R D 7 6  |   |   |
| ♣                                                                                     | 10 4     |   |   |

| Main de Sud : \| ♠ \| A 6 5 4 \| \| ♥ \| 3 \| \| ♦ \| R D 7 6 \| \| ♣ \| A 10 4 3 \| |          |    |   |
| O                                                                                    | N        | E  | S |
|                                                                                      |          | 2♥ | ? |
| Jeu idéal pour contrer                                                               |          |    |   |
| ♠                                                                                    | A 6 5 4  |    |   |
| ♥                                                                                    | 3        |    |   |
| ♦                                                                                    | R D 7 6  |    |   |
| ♣                                                                                    | A 10 4 3 |    |   |

### Les réponses au contre d'intervention
À la suite d'un X d'intervention, le partenaire du contreur répond comme suit :
- Une couleur sans saut avec un jeu de 0-7H
- 3 avec saut dans l'autre majeure (donc 3♠ après une ouverture de 2♥) avec 8-10H et 5 cartes dans l'autre majeure : c'est une tentative de manche
- Le cue-bid avec plus de 10 H et sans 4 cartes dans l'autre majeure est forcing de manche
- 3SA est une conclusion
- Dans les autres cas, et à partir de 8H, on utilise le mini-cuebid à 2SA[2]
  - Si le contreur est minimal, il annoncera 3♣ ou 3♦, sur lequel le partenaire pourra passer ou nommer son autre majeure si elle est 4ème, ou bien même 3SA
  - S'il n'est pas minimal, il annonce 3 dans l'autre majeur, ou bien il fait un cue-bid forcing de manche. Ce mini-cuebid permet ainsi de nommer des manches avec fit 4-4.

Exemples :
| Main de Sud : \| ♠ \| 6 5 4 \| \| ♥ \| 7 5 3 2 \| \| ♦ \| 10 9 4 \| \| ♣ \| 4 3 2 \| |         |   |   |
| O                                                                                    | N       | E | S |
| 2♥                                                                                   | X       | - | ? |
| Le X est forcing : annoncez 2♠ !                                                     |         |   |   |
| ♠                                                                                    | 6 5 4   |   |   |
| ♥                                                                                    | 7 5 3 2 |   |   |
| ♦                                                                                    | 10 9 4  |   |   |
| ♣                                                                                    | 4 3 2   |   |   |

| Main de Sud : \| ♠ \| A 6 5 4 \| \| ♥ \| 3 2 \| \| ♦ \| R 9 4 \| \| ♣ \| D 10 3 2 \| |          |   |   |
| O                                                                                    | N        | E | S |
| 2♥                                                                                   | X        | - | ? |
| Seulement 4 cartes à ♠ : annoncez 2SA mini-cuebid                                    |          |   |   |
| ♠                                                                                    | A 6 5 4  |   |   |
| ♥                                                                                    | 3 2      |   |   |
| ♦                                                                                    | R 9 4    |   |   |
| ♣                                                                                    | D 10 3 2 |   |   |

| Main de Sud : \| ♠ \| A 6 5 4 \| \| ♥ \| 3 2 \| \| ♦ \| R 9 4 \| \| ♣ \| R D 10 3 \|                         |          |   |   |   |    |   |   |
| O | N        | E | S |   |    |   |   |
| 2♥ | X        | - | - | - | 3♦ | - | ? |
| Vous avez 4 cartes à ♠, votre mini-cuebid n'était pas minimum et vous n'avez pas d'arrêt ♥ : cue-biddez à 3♥ |          |   |   |   |    |   |   |
| ♠ | A 6 5 4  |   |   |   |    |   |   |
| ♥ | 3 2      |   |   |   |    |   |   |
| ♦ | R 9 4    |   |   |   |    |   |   |
| ♣ | R D 10 3 |   |   |   |    |   |   |

### Les réponses à l'intervention de 2 SA
En application de la convention Minou-matou, le partenaire du joueur qui a dit 2SA va répondre tout en Texas. 
Le Texas impossible (qui conduirait à jouer dans la couleur de l'adversaire) est le Stayman. Il indique l'autre majeure 4e et au moins 8-9 H.
| Main de Sud : \| ♠ \| 8 5 \| \| ♥ \| 7 4 3 \| \| ♦ \| V 10 8 5 4 \| \| ♣ \| 4 3 2 \| |            |   |   |
| O                                                                                    | N          | E | S |
| 2♠                                                                                   | 2SA        | - | ? |
| Avec ce jeu faible et 5 ♦, annoncez 3♣ en Texas ♦                                    |            |   |   |
| ♠                                                                                    | 8 5        |   |   |
| ♥                                                                                    | 7 4 3      |   |   |
| ♦                                                                                    | V 10 8 5 4 |   |   |
| ♣                                                                                    | 4 3 2      |   |   |

| Main de Sud : \| ♠ \| R D 8 5 \| \| ♥ \| 7 4 \| \| ♦ \| A 5 4 2 \| \| ♣ \| 4 3 2 \| |         |   |   |
| O                                                                                   | N       | E | S |
| 2♥                                                                                  | 2SA     | - | ? |
| Annoncez 3♦ en Texas ♥ (Texas impossible, donc Stayman ♠)                           |         |   |   |
| ♠                                                                                   | R D 8 5 |   |   |
| ♥                                                                                   | 7 4     |   |   |
| ♦                                                                                   | A 5 4 2 |   |   |
| ♣                                                                                   | 4 3 2   |   |   |

## Ouverture de 2♦multi
Certains joueurs pratiquent en Europe, et notamment en France, l'ouverture de 2♦ multi qui est, comme son nom l'indique, une ouverture pouvant avoir plusieurs significations différentes. De ce fait, elle peut être interdite dans les clubs ou dans les compétitions réunissant des joueurs de niveau moyen.
Sous sa forme la plus habituelle, l'ouverture de 2♦ multi indique l'existence d'une majeure 6e faible, qui sera indiquée plus tard dans les annonces, ou bien d'un jeu puissant. 
Le partenaire de l'ouvreur, avec un jeu inférieur à 15HL, doit répondre:
- 2♥ avec un jeu faible, sur lesquels l'ouvreur passera ou annoncera 2♠,
- 2♠ avec un jeu non minimum et une nette préférence pour les ♠, sur lesquels l'ouvreur peut rectifier à 3♥ si c'est sa couleur, ou bien soutenir à 3♠.
- 3♥ avec les 2 majeures et une tentative de manche.

Toute autre annonce est forcing ou forcing de manche.

## Ouvertures de 2 faible en Amérique
Dans les systèmes nord-américains les plus courants (2/1 forcing de manche et SAYC), l'ouverture de 2♣ est forcing de manche et les ouvertures de 2♦, 2♥ et 2♠ sont faibles.